# Enrico Rossi (pallavolista)
Enrico Rossi (27 giugno 1993) è un giocatore di beach volley italiano.

## Biografia
All'inizio della propria carriera ha giocato con Marco Caminati, con il quale ha vinto l'argento al Cev Satellite di Vaduz 2015.
Ai Giochi del Mediterraneo di Tarragona 2018 ha ottenuto la medaglia d'argento con Marco Caminati, perdendo in finale contro i turchi Murat Giginoğlu e Volkan Göğtepe.
Nel giugno 2021 si è qualificato ai Giochi olimpici di Tokyo 2020 con Adrian Carambula.

## Palmarès
- Giochi del Mediterraneo

Tarragona 2018: 
- Cev Satellite

Vaduz 2015: